# رباط پس‌گردنی
رباط پس‌گردنی (به انگلیسی: Ligamentum nuchae) یا رشتهٔ گردن (paxwax) رباطی است که ابتدای آن زائده خاری مهره ۷ ام فقرات گردنی و انتهای آن  تکمه بزرگ پس سری استخوان پس‌سری است.  این رباط با رباط‌های بین خاری و فوق خاری ارتباط دارد. رباط پس‌گردنی در انسان از خم شدن (فلکسیون) بیش از اندازه گردن جلوگیری می‌کند.

## نگارخانه

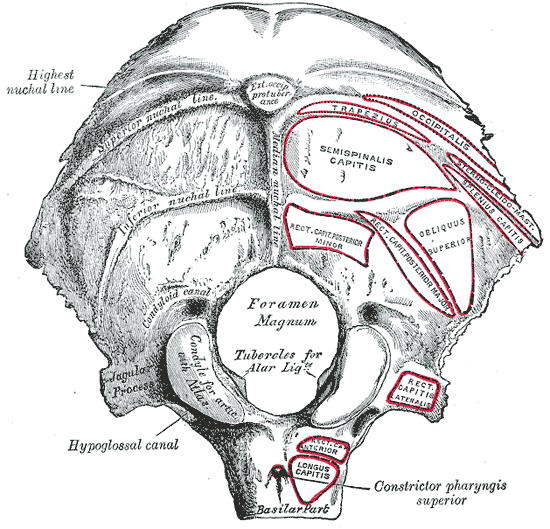